# Maarten Tjallingii

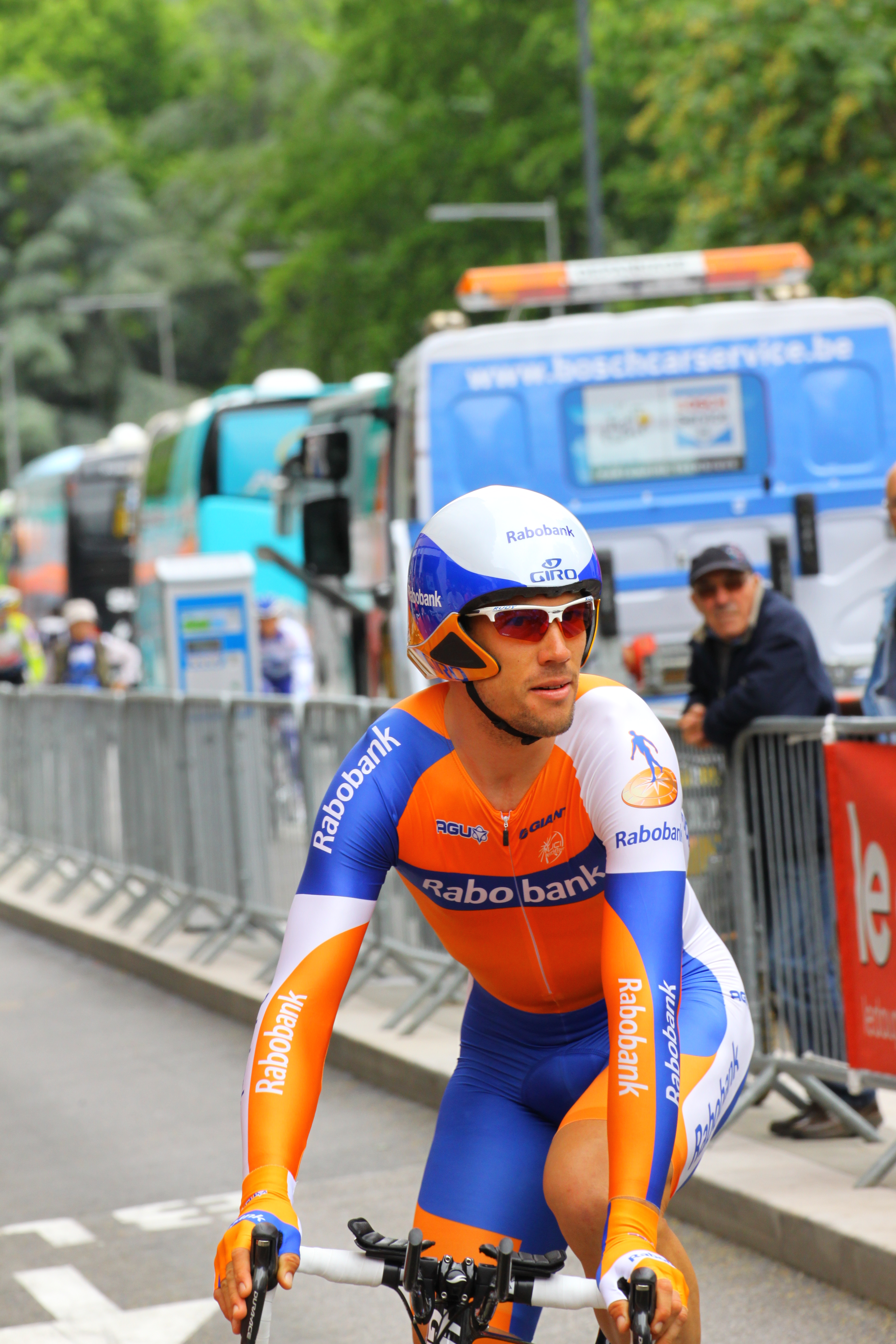
Tjallingii juste avant de s'élancer sur le contre la montre du Critérium du Dauphiné 2011 à Grenoble.

Maarten Tjallingii, né le 5 novembre 1977 à Leeuwarden, est un coureur cycliste néerlandais. Professionnel de 2006 à 2016, il a notamment remporté le Tour du lac Qinghai et le Tour de Belgique en 2006 et s'est classé troisième de Paris-Roubaix en 2011.

## Biographie
En 2001, Maarten Tjallingii s'engage au Marco Polo Cycling Club. Avec lui, il remporte cette année-là une étape du Tour du Faso et termine à la troisième place du classement général, remporté par son coéquipier Joost Legtenberg. Tjallingii gagne cette course en 2003, avec l'équipe Marco Polo, désormais enregistrée à l'Union cycliste internationale, en troisième division. Pratiquant également le VTT, Tjallingii est deuxième du championnat des Pays-Bas de cross-country en 2005.
Maarten Tjallingii est recruté en 2006 par l'équipe Skil-Shimano, avec laquelle il devient coureur professionnel,. Il se révèle cette année-là, en remportant le Tour de Belgique, en mai, et le Tour du lac Qinghai, en juillet. L'année suivante, il est notamment deuxième du Tour de Belgique, quatrième du Tour du Danemark.
En 2008, il quitte Skil-Shimano, estimant avoir terminé sa « période d'apprentissage », et rejoint l'équipe belge Silence-Lotto. Il y remplit un rôle d'équipier pour Leif Hoste et Greg Van Avermaet lors des classiques. Il dispute le Tour d'Espagne, son premier grand tour. Il quitte cette équipe en fin d'année, et rejoint la Rabobank.
En 2011, il termine troisième de Paris-Roubaix derrière Johan Vansummeren et Fabian Cancellara après une échappée.
Aligné sur le Tour de France 2012, Tjallingii chute pendant la 3e étape. S'étant à cette occasion fracturé une hanche, il est non-partant le lendemain.
Lors du Tour d'Italie 2014, il est échappé lors de la première étape. Passé en tête aux deux côtes répertoriées, il porte le maillot bleu du classement de la montagne pendant quatre jours. En fin d'année, il prolonge d'un an le contrat qui le lie à son équipe, appelée en 2015 Lotto NL-Jumbo.
Fin 2015, il prolonge de six mois son contrat avec la formation Lotto NL-Jumbo. Il met un terme à sa carrière le 19 juin 2016, à l'arrivée de la dernière étape du Ster ZLM Toer, remportée par son coéquipier, Sep Vanmarcke.

## Palmarès et classements mondiaux

### Palmarès amateur
- 2001
  - 2e étape du Tour du Faso
  - 3e du Tour du Faso
- 2003
  - Tour de Rhede
  - Tour du Faso :
    - Classement général
    - 1re étape

### Palmarès professionnel
- 2006
  - Tour du lac Qinghai :
    - Classement général
    - 7e étape

  - Tour de Belgique :
    - Classement général
    - 1re étape
- 2009
  - 8e de l'Eneco Tour
- 2010
  - 7e de l'Eneco Tour
- 2011
  - 3e de Paris-Roubaix
- 2013
  - 2e étape de la World Ports Classic

### Résultats sur les grands tours

#### Tour de France
3 participations
- 2010 : 132e
- 2011 : 99e
- 2012 : non-partant (4e étape)

#### Tour d'Italie
5 participations
- 2009 : 100e
- 2013 : 131e
- 2014 : 92e
- 2015 : 119e
- 2016 : 124e

#### Tour d'Espagne
3 participations
- 2008 : 58e
- 2014 : 137e
- 2015 : non-partant (19e étape)

### Classements mondiaux
| Année                  | 2005 | 2006 | 2007 | 2008 | 2009 | 2010 | 2011 | 2012 | 2013 | 2014 | 2015 |
| ---------------------- | ---- | ---- | ---- | ---- | ---- | ---- | ---- | ---- | ---- | ---- | ---- |
| Calendrier mondial UCI |      |      |      |      | 119e | 106e |      |      |      |      |      |
| UCI World Tour         |      |      |      |      |      |      | 69e  | nc   | nc   | nc   | nc   |
| UCI Asia Tour          | 78e  | 5e   |      |      |      |      |      |      |      |      |      |
| UCI Europe Tour        |      | 92e  | 57e  |      |      |      |      |      |      |      |      |